# Atitech

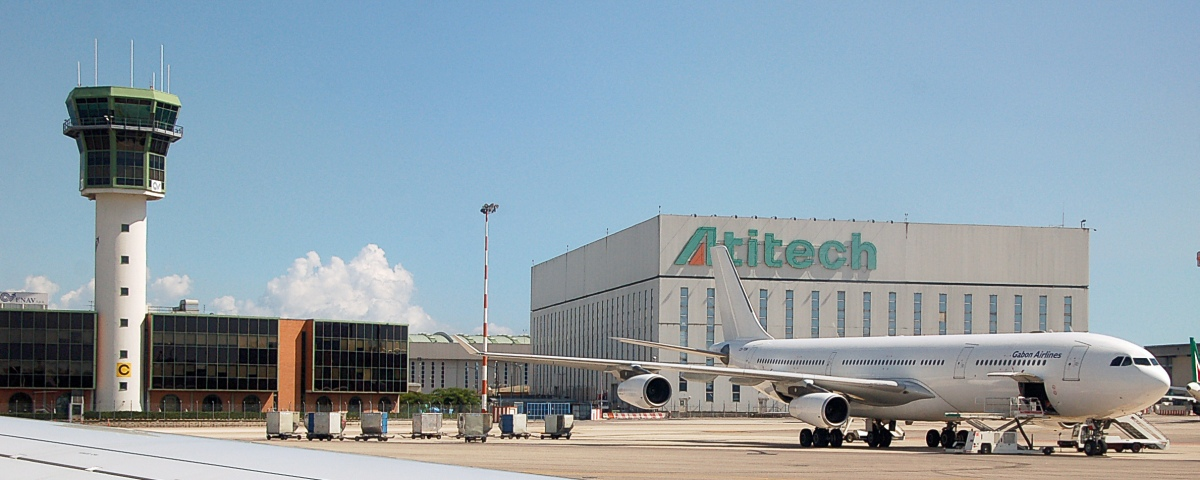
Atitech-Hangar auf dem Südteil des Flughafens Neapel

Atitech S.p.A. ist ein italienischer Anbieter für MRO-Dienstleistungen (Maintenance, Repair and Overhaul – Wartung, Reparatur und Überholung) von Flugzeugen. Das Unternehmen hat seinen Sitz am Flughafen Neapel, eine bedeutende Niederlassung befindet sich am Flughafen Rom-Fiumicino.

## Geschichte
Atitech entstand im Jahr 1989 aus der technischen Abteilung der italienischen Inlandsfluggesellschaft und Alitalia-Tochter Aero Trasporti Italiani, kurz ATI. Bis 2009 war auch der Luft-, Raumfahrt- und Rüstungskonzern Leonardo mit 25 Prozent beteiligt. Heute gehört das Unternehmen zu 100 Prozent zum italienischen Investmentfonds Meridie.
Atitech bietet MRO-Leistungen für die Flugzeugtypen Airbus A220, A320, A330, A350, Boeing 737, B767, B777, McDonnell Douglas MD-80, ATR 42/72 und Embraer E175/190 an, darüber hinaus auch Kabinenumbauten und Flugzeuglackierungen.
Das Tochterunternehmen Atitech Manufacturing hat 2015 den Leonardo-Standort im nördlichen Bereich des Flughafens Neapel übernommen. Dort werden Flugzeuge umgebaut und Spezialanfertigungen durchgeführt. Leonardo produziert Flugzeugkomponenten im Raum Neapel nur noch in Pomigliano d’Arco und Nola.
Ende 2022 übernahm Atitech am Flughafen Rom-Fiumicino Einrichtungen und Personal der technischen Abteilung der ehemaligen Alitalia. Damit kommen zu den fünf Atitech-Hangars in Neapel vier Hangars und verschiedene weitere Werkstätten in Fiumicino. Darüber hinaus übernahm Atitech einige kleinere Wartungsstandorte an anderen Flughäfen in Italien und im Ausland. Im Juni 2024 übernahm Atitech auf dem Flughafen Olbia zwei Hangars und technisches Personal der ehemaligen Air Italy (Meridiana, Alisarda) und baut dort ein Wartungszentrum für Geschäftsreiseflugzeuge auf.